# Girasol resistente a herbicidas
Los girasoles resistentes a herbicidas son híbridos que expresan diversos genes de resistencia derivados de poblaciones silvestres naturales o de procesos de mutagénesis artificial. De acuerdo al gen de resistencia se distinguen los girasoles tolerantes a los herbicidas de la familia de las imidazolinonas —denominados Imisun y CLPlus— y los tolerantes a los herbicidas de la familia de las sulfonilureas —conocidos como Sures y ExpresSun—.

## Girasoles resistentes a imidazolinonas
Los herbicidas de la clase de las imidazolinonas presentan un amplio espectro de control de malezas, una gran flexibilidad en el momento en que deben ser aplicados, bajas dosis de uso y baja toxicidad para mamíferos. Este tipo de herbicidas inhibe la actividad de la enzima acetohidroxiácido sintasa (AHAS, EC 4.1.3.18, también conocida como acetolactato sintasa), la primera enzima en la ruta metabólica de la síntesis de los aminoácidos ramificados valina, leucina e isoleucina.

### Girasoles Imisun
Los primeros girasoles comerciales con resistencia a las imidazolinonas fueron desarrollados a partir de poblaciones de girasoles silvestres halladas en el estado de Kansas, Estados Unidos. Tal población silvestre presentaba una mutación en el gen Ahasl1, el que gobierna la producción de acetohidroxiacido sintasa, que le confiere una resistencia intermedia a las imidazolinonas. Ese nivel intermedio de resistencia debía ser incrementado a través de un segundo gen, llamado Imr2, con el objeto de lograr una resistencia tecnológicamente aceptable en los híbridos comerciales.

### Girasoles CLPlus
El segundo rasgo de tolerancia a imidazolinonas el cultivo de girasol, conocido como CLPlus, está controlada por la expresión de una alelo nuclear parcialmente dominante (Ahasl1-3) que fue desarrollado por mutagénesis y selección de semillas con imazapir. Sobre la base de una amplia gama de condiciones ambientales y en estudios bioquímicos, se determinó que el rasgo CLPLus ofrece un nivel superior de toerancia que los girasoles Imisun. Además, este nivel superior de tolerancia también proporciona una mejor estabilidad de la tolerancia para hacer frente a la parte impredecible de la variación ambiental. A su vez, esta mayor estabilidad determina una mayor confiabilidad de la tecnología cuando ambos se desafían con diferentes moléculas del IMI y las dosis. Debido a los altos niveles de tolerancia, sólo se requiere la homocigosis para el alelo Ahasl1-3 o la heterocigosis de ambos alelos Ahasl1-1 y Ahasl1-3 en la variedad híbrida final para lograr niveles superiores de tolerancia a las imidazolinonas.